# Olympische Sommerspiele 1912/Leichtathletik – 3000 m Mannschaft (Männer)
Der 3000-Meter-Mannschaftslauf der Männer bei den Olympischen Spielen 1912 in Stockholm wurde am 12. und 13. Juli 1912 im Stockholmer Olympiastadion ausgetragen. 24 Athleten nahmen daran teil. Der Mannschaftslauf wurde zum vierten Mal ausgetragen, das erste Mal jedoch über die Strecke von 3000 Metern. 1900 ging es über 5000 Meter, 1904 über 4 Meilen und 1908 über 3 Meilen.
Die Goldmedaille gewann die US-amerikanische Mannschaft, Silber ging an Schweden, Bronze an Großbritannien.

## Rekorde

### Bestehende Rekorde
Im 3000-Meter-Mannschaftslauf gab es auch später nie einen offiziellen Weltrekord. Bei Olympischen Spielen war dieser Wettbewerb nur dreimal im Programm, die hier jeweils zum Einsatz gekommene Wertung über die Platzziffer lässt in der Teamwertung keine Rekorde zu. So konnte es einzig im Einzelresultat des 3000-Meter-Laufs Zählungen im Sinne von Bestleistungen oder Rekorden geben. Diese sind in der folgenden Übersicht aufgelistet.
| Weltrekord         | 8:56,8 min                                               | Edvard Dahl ( Schweden)                                  | 22. September 1907                                       |                                                          |
| Olympischer Rekord | Wettbewerb erstmals und einmalig im olympischen Programm | Wettbewerb erstmals und einmalig im olympischen Programm | Wettbewerb erstmals und einmalig im olympischen Programm | Wettbewerb erstmals und einmalig im olympischen Programm |

### Rekordverbesserung
Es wurde folgender Weltrekord aufgestellt:
- 8:36,9 min – Hannes Kolehmainen (Großfürstentum Finnland), erster Vorlauf am 12. Juli

## Durchführung des Wettbewerbs
Es nahmen fünf Nationen teil. Jedes Land konnte mit bis zu fünf Teilnehmern an den Start gehen. Gewertet wurde wie in den Mannschaftsläufen der vorangegangenen Spiele die reine Platzierung der jeweils besten drei eines Landes. Diese Platzierungen wurden addiert, die Reihenfolge ergab sich aus den jeweils niedrigsten Summen.
Am 12. Juli wurden zwei Vorausscheidungen durchgeführt. Die beiden jeweils siegreichen Mannschaften – hellblau hinterlegt – qualifizierten sich für das Finale, das am 13. Juli durchgeführt wurde.
Wie auch bei anderen Wettbewerben erscheint die Vorgehensweise zur Einteilung der Vorläufe heute kaum nachvollziehbar. Da gab es tatsächlich drei Vorläufe, um zwei von fünf Teams zu eliminieren. Im dritten Vorlauf ging alleine Großbritannien ohne jeden Gegner an den Start und war so von vornherein qualifiziert, wenn mindestens drei Läufer ins Ziel kamen. Eine solche Organisation muss wohl auf dem Hintergrund der damaligen Zeit gesehen werden.

## Vorausscheidung
Datum: 12. Juli 1912

### Lauf 1

#### Einzelresultate

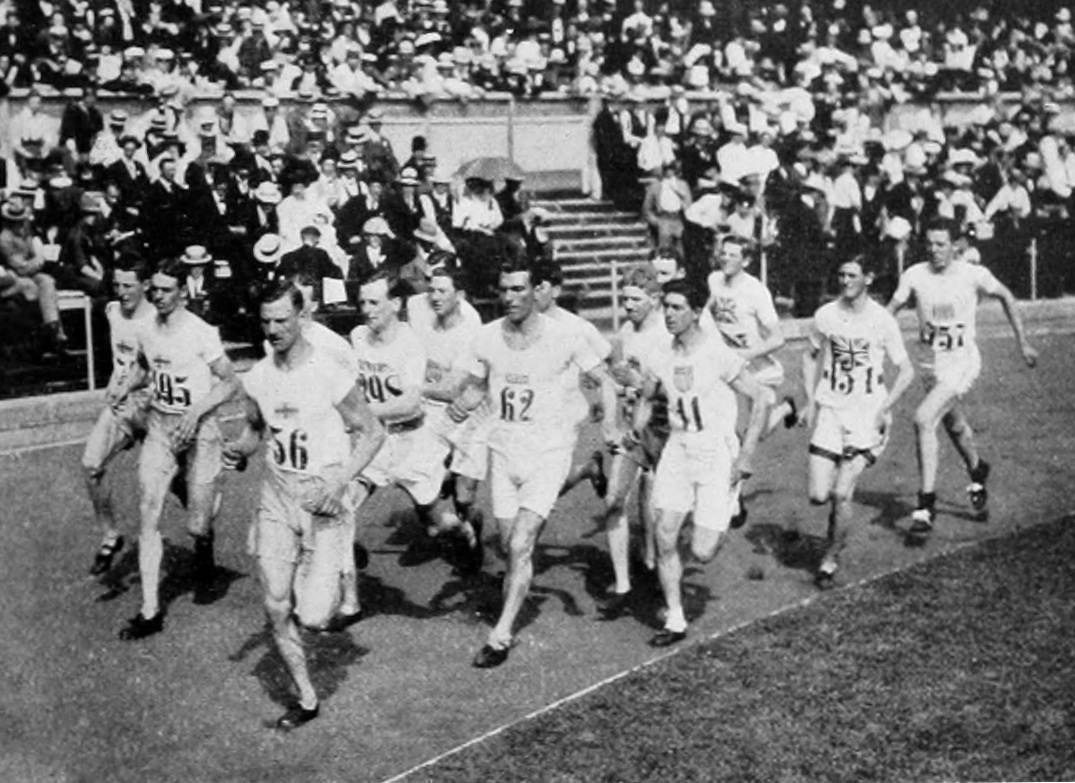
Das Starterfeld des Finales kurz nach dem Startschuss

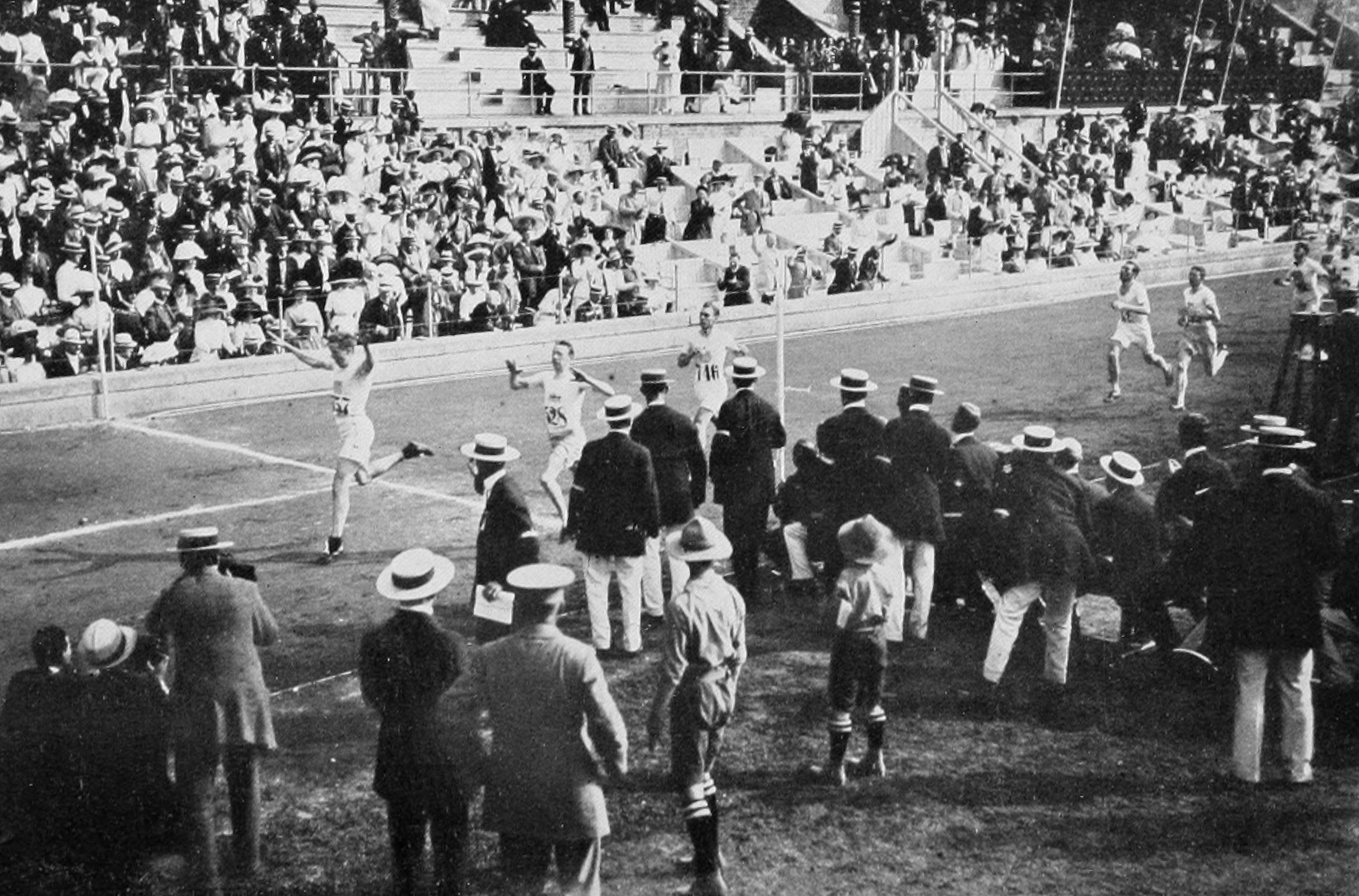
Zieleinlauf im Finale: Tell Berna vor Thorild Olsson und Norman Taber, dahinter Ernst Wide und George Bonhag

| Platz | Name               | Nation             | Zeit           | Punkte               |
| ----- | ------------------ | ------------------ | -------------- | -------------------- |
| 01    | Hannes Kolehmainen | Finnland           | 08:36,9 min WR | 1                    |
| 02    | Abel Kiviat        | Vereinigte Staaten | 08:46,3 min000 | 2                    |
| 03    | Tell Berna         | Vereinigte Staaten | 08:50,2 min000 | 3                    |
| 04    | Norman Taber       | Vereinigte Staaten | 08:51,1 min000 | 4                    |
| 05    | George Bonhag      | Vereinigte Staaten | 08:52,2 min000 | nicht in der Wertung |
| 06    | Louis Scott        | Vereinigte Staaten | 08:53,4 min000 | nicht in der Wertung |
| 07    | Albin Stenroos     | Finnland           | 08:54,1 min000 | 5                    |
| 08    | Viljam Johansson   | Finnland           | 08:57,2 min000 | 6                    |
| 09    | Aarne Lindholm     | Finnland           | 09:46,4 min000 | nicht in der Wertung |
| 10    | Efraim Harju       | Finnland           | 10:10,6 min000 | nicht in der Wertung |

Der Finne Hannes Kolehmainen, der bei diesen Spielen die Langstrecken dominierte, gewann das Einzelrennen in neuer Weltrekordzeit. Aber seine Teamkollegen waren zu schwach, um als Mannschaft das Finale zu erreichen.

#### Mannschaftswertung
| Platz | Mannschaft         | Platz | Platz | Platz | Punkte |
| ----- | ------------------ | ----- | ----- | ----- | ------ |
| 1     | Vereinigte Staaten | 2     | 3     | 4     | 09     |
| 2     | Finnland           | 1     | 5     | 6     | 12     |

### Lauf 2

#### Einzelresultate
| Platz | Name            | Nation          | Zeit       | Punkte               |
| ----- | --------------- | --------------- | ---------- | -------------------- |
| 1     | Erwin von Sigel | Deutsches Reich | 9:06,8 min | 1                    |
| 2     | Bror Fock       | Schweden        | 9:14,7 min | 2                    |
| 2     | Nils Frykberg   | Schweden        | 9:14,7 min | 3                    |
| 2     | Ernst Wide      | Schweden        | 9:14,7 min | 4                    |
| 2     | Thorild Olsson  | Schweden        | 9:14,7 min | nicht in der Wertung |
| 2     | John Zander     | Schweden        | 9:14,7 min | nicht in der Wertung |
| 7     | Georg Amberger  | Deutsches Reich | 9:32,5 min | 5                    |
| 8     | Gregor Vietz    | Deutsches Reich | 9:34,2 min | 6                    |
| DNF   | Georg Mickler   | Deutsches Reich |            | nicht in der Wertung |

Die deutsche Mannschaft trat nur mit vier Läufern an, von denen drei das Ziel erreichten.
Alle fünf schwedischen Läufer liefen Seite an Seite über die Ziellinie.

#### Mannschaftswertung
| Platz | Mannschaft      | Platz | Platz | Platz | Punkte |
| ----- | --------------- | ----- | ----- | ----- | ------ |
| 1     | Schweden        | 2     | 3     | 4     | 09     |
| 2     | Deutsches Reich | 1     | 5     | 6     | 12     |

### Lauf 3

#### Einzelresultate
| Platz | Name          | Nation         | Zeit        | Punkte               |
| ----- | ------------- | -------------- | ----------- | -------------------- |
| 1     | Cyril Porter  | Großbritannien | 10:21,6 min | 1                    |
| 1     | Edward Owen   | Großbritannien | 10:21,6 min | 2                    |
| 1     | William Moore | Großbritannien | 10:21,6 min | 3                    |
| 1     | George Hutson | Großbritannien | 10:21,6 min | nicht in der Wertung |
| 1     | Joe Cottrill  | Großbritannien | 10:21,6 min | nicht in der Wertung |

Der britischen Mannschaft konnte kein Gegner zugelost werden, weil es keinen mehr gab. Alle Läufer absolvierten die Strecke und liefen Seite an Seite über die Ziellinie.

#### Mannschaftswertung
| Platz | Mannschaft     | Platz | Platz | Platz | Punkte |
| ----- | -------------- | ----- | ----- | ----- | ------ |
| 1     | Großbritannien | 1     | 2     | 3     | 6      |

## Finale

### Einzelresultate
Datum: 13. Juli 1912
| Platz | Name           | Nation             | Zeit       | Punkte               |
| ----- | -------------- | ------------------ | ---------- | -------------------- |
| 01    | Tell Berna     | Vereinigte Staaten | 8:44,6 min | 1                    |
| 02    | Thorild Olsson | Schweden           | 8:44,6 min | 2                    |
| 03    | Norman Taber   | Vereinigte Staaten | 8:45,2 min | 3                    |
| 04    | Ernst Wide     | Schweden           | 8:46,2 min | 4                    |
| 05    | George Bonhag  | Vereinigte Staaten | 8:46,6 min | 5                    |
| 06    | Joe Cottrill   | Großbritannien     | 8:46,8 min | 6                    |
| 07    | Bror Fock      | Schweden           | 8:47,2 min | 7                    |
| 08    | George Hutson  | Großbritannien     | 8:47,2 min | 8                    |
| 09    | Cyril Porter   | Großbritannien     | 8:48,0 min | 9                    |
| 10    | John Zander    | Schweden           | 8:48,9 min | nicht in der Wertung |
| 11    | Nils Frykberg  | Schweden           | 8:49,0 min | nicht in der Wertung |
| 12    | Edward Owen    | Großbritannien     | k. A.      | nicht in der Wertung |
| DNF   | Abel Kiviat    | Vereinigte Staaten |            | nicht in der Wertung |
| DNF   | William Moore  | Großbritannien     |            | nicht in der Wertung |
| DNF   | Louis Scott    | Vereinigte Staaten |            | nicht in der Wertung |

### Mannschaftswertung
| Platz | Mannschaft         | Platz | Platz | Platz | Punkte |
| ----- | ------------------ | ----- | ----- | ----- | ------ |
| 1     | Vereinigte Staaten | 1     | 3     | 5     | 09     |
| 2     | Schweden           | 2     | 4     | 7     | 13     |
| 3     | Großbritannien     | 6     | 8     | 9     | 23     |